# Men and Women (film 1914)
Men and Women è un cortometraggio muto del 1914 diretto da James Kirkwood sotto la supervisione di David W. Griffith e interpretato da Lionel Barrymore e da Blanche Sweet.
Il lavoro teatrale Men and Women di David Belasco e di Henry C. DeMille, da cui venne tratto il soggetto del film, era stato presentato in prima a Broadway il 21 ottobre 1890, interpretato da Maude Adams, Frank Mordaunt e Sydney Armstrong.
Il film venne prodotto dalla Biograph e distribuito dalla General Film Company, che lo fece uscire nelle sale nell'agosto 1914.

## Produzione
Il film fu co-prodotto dalla Klaw & Erlanger e dalla Biograph Company.

## Distribuzione
Distribuito dalla General Film Company, il film - un cortometraggio di trenta minuti - uscì nelle sale statunitensi nell'agosto 1914. Fu rieditato il 12 luglio 1916.
La pellicola esiste in un positivo 16 mm